# SANS
A SANS - System Administration, Networking and Security (oficialmente Escal Institute of Advanced Technologies) é uma empresa privada norte-americana especializada em segurança da informação e treinamento de cybersegurança. Juntamente com a Nacional Infrastructure Protection Center (NIPC), elabora anualmente a SANS Top-20, um documento que lista as 20 vulnerabilidades de segurança mais criticas da internet, como perigos para os sistemas operacionais Windows e Unix. As falhas nos sistemas operacionais e programas em geral permitem invasão e manipulação de computadores por meio de ataques diversos, incluindo [[] e cavalos de Tróia.
Esta lista não é acumulativa, desta forma quem não realizou todas as atualizações deve verificar todas as listas SANS Top-20 anteriores a ultima versão. Consta na lista também o passo a passo e informações úteis para correção das falhas de segurança. As organizações ao receberem a lista devem realizar as correções imediatas para evitar falhas em sua segurança.